# Шамир, Шломо
Шломо Шамир (ивр. שלמה שמיר‎, фамилия при рождении Рабинович; декабрь 1915, Бердичев, Российская империя — 19 мая 2009) — израильский военачальник и государственный деятель. Командующий ВМС Израиля в 1949—1950 и ВВС Израиля в 1950—1951 годах, а в дальнейшем член совета директоров концерна «Таасия Авирит», директор Земельного управления Израиля и президент компании «Паз-Газ».

## Биография
Шломо Рабинович родился в Российской империи в 1915 году и в десятилетнем возрасте переехал в Палестину. В 1929 году он присоединился к еврейской военизированной организации «Хагана». Начав своё участие в ней как связист, в дальнейшем Шломо работал в подпольных оружейных мастерских, а затем стал одним из первых командиров полевых отрядов «Хаганы». В ходе арабского восстания 1936—1939 годов он руководил «операциями возмездия» в арабских деревнях.
В 1940 году окончил гражданские лётные курсы. Вскоре после этого вступил в вооружённые силы Великобритании и до 1946 года проходил службу, в том числе в Еврейской бригаде, приняв участие в боевых действиях в Северной Африке, Италии и Германии и дослужившись до звания майора. Неофициально Шамир также носил звание «командующего от „Хаганы“» в Еврейской бригаде и командующего еврейскими силами в Северной Европе.
После увольнения из британской армии Шамир был направлен в США в качестве руководителя представительства «Хаганы», сменив в этой должности Яакова Дори. Когда началась Война за независимость Израиля Шамир был отозван в Палестину распоряжением Давида Бен-Гуриона и занимал ряд командных должностей в «Хагане», а затем в Армии обороны Израиля. Он сформировал 7-ю танковую бригаду «Саар ми-Голан» и в качестве её командира участвовал в боях за Латрун и прорыве блокады Иерусалима (в частности командуя прокладкой «Бирманской дороги»). Затем Шамир был переведён на должность начальника отдела штабных кадров, а позже занял пост командующего Фронта Б (предшественник современного Центрального военного округа), руководя действиями еврейских войск от Рош-ха-Айна до Вади-Ара. Сайт ВМС Израиля сообщает, что после боёв за Иерусалим Шамиру было предложено занять должность начальника Генерального штаба АОИ, но он отклонил это предложение.
После полугодичного командования Фронтом Б Шамир был назначен командующим ВМС Израиля. В этом качестве он завершил процесс формирования ВМС как самостоятельного рода войск с собственными структурами. Шамир возглавлял ВМС до декабря 1950 года, заняв затем должность командующего ВВС Израиля. На этом посту ему пришлось решать противоречия, возникшие между его предшественником Аароном Ремезом и Генеральным штабом АОИ, однако он продолжил взятый Ремезом курс на достижение оперативной независимости ВВС как самостоятельного рода войск. При Шамире штаб ВВС был переведен из Яффы в Рамле, в их ведение был передан аэродром Хацор, было положено начало созданию системы ПВО и установке радаров раннего оповещения в разных районах страны. Кроме того, продолжилась активная деятельность по закупкам вооружения.
На посту командующего ВВС Шамир оставался до августа 1951 года, когда ушёл в отставку с военной службы. В 1952 году он возглавил компанию по добыче и обработке фосфатов в Негеве, продукция которой шла как на внутренний рынок, так и на экспорт. Он оставался руководителем этой компании на протяжении 11 лет, параллельно с этим работая в совете по технологиям министерства развития Израиля и занимая директорский пост в государственной компании по разработке природных ресурсов.
Шломо Шамир также на протяжении десяти лет возглавлял лётный клуб, представляя Израиль в Международной авиационной федерации. В 1962 году он был назначен председателем национального совета Израиля по гражданской авиации, а в 1966 году был включён в совет директоров концерна «Таасия Авирит», членом которого оставался в течение семи лет. С 1963 по 1967 год Шамир также занимал пост директора Земельного управления Израиля. В течение десяти лет он был президентом компании «Паз-Газ».
С конца 1960-х годов Шамир занимался улучшением своего образования, окончив в 1968 году курсы менеджмента в Гарварде, в 1973 году получив первую, а семь лет спустя вторую степень по общественным наукам. В 1994 году увидели свет его мемуары «Любой ценой — Иерусалим», рассказывающие о событиях Войны за независимость. Он умер в 2009 году, не дожив до своего 94-летия меньше месяца, и был похоронен с полными воинскими почестями.